# Cervo-do-pantanal
Cervo-do-pantanal (nome científico: Blastocerus dichotomus), também chamado suaçuetê, suaçupu, suaçuapara, guaçupuçu ou simplesmente cervo, é um mamífero ruminante da família dos cervídeos (Cervidae) e único representante do gênero Blastocerus. Ocorria em grande parte das várzeas e margens de rios do centro da América do Sul, desde o sul do rio Amazonas até o norte da Argentina, mas atualmente, a espécie só é comum no Pantanal, na bacia do rio Guaporé, na ilha do Bananal e em Esteros del Iberá.
É o maior cervídeo sul-americano, podendo pesar até 125 quilos e ter até 127 centímetros de altura. Os machos são um pouco maiores que as fêmeas e possuem chifres ramificados. Os cascos são longos e podem se abrir até cerca de 10 centímetros, graças à presença de uma membrana interdigital, o que é uma adaptação ao deslocamento em ambientes inundados. Apesar de ser um ruminante, seu sistema digestório é menos especializado na digestão de celulose. É preferencialmente solitário e diurno, e seus predadores são a onça-pintada (Panthera onca) e a onça-parda (Puma concolor). Sua dieta constitui-se principalmente de plantas aquáticas. A gestação dura entre 251 e 271 dias, e as fêmeas dão à luz um filhote por vez.
A União Internacional para a Conservação da Natureza (UICN) e o Instituto Chico Mendes de Conservação da Biodiversidade (ICMBio) consideram a espécie como "vulnerável" e sua área de distribuição geográfica foi radicalmente reduzida a partir do século XX. As principais ameaças são a alteração do habitat por conta da construção de usinas hidrelétricas, as doenças advindas de animais domésticos, como a febre aftosa e a caça, principalmente como troféu. Existem inúmeras unidades de conservação em que ocorre a espécie, e ela foi reintroduzida com sucesso na Estação Ecológica Jataí, em São Paulo.

## Taxonomia e evolução
O cervo-do-pantanal foi descrito por Johann Karl Wilhelm Illiger, em 1815, inicialmente no gênero Cervus. O gênero Blastocerus só foi descrito em 1844, por Johann Andreas Wagner, e é monotípico.
Estudos moleculares corroboram o monofiletismo da espécie e do gênero e a colocam como grupo-irmão de um clado contendo o veado-catingueiro (Subulo gouazoubira) e o cervo-andino-do-sul (Hippocamelus bisulcus). Entretanto, dados de morfometria de crânio, colocam o cervo-do-pantanal como mais próximo do veado-campeiro (Ozotoceros bezoarticus).
Os cervídeos surgiram na Ásia e chegaram à América do Sul provavelmente pelo estreito de Bering, durante o início do Plioceno. O cervo-do-pantanal existe no Pantanal desde o Pleistoceno, sendo que na Argentina, por exemplo, ele não foi encontrado antes do início do Holoceno. Márquez e colaboradores (2006) mostraram que no Pleistoceno, o cervo estava restrito aos alagadiços do Pantanal e a partir do momento que o clima ficou mais úmido no centro da América do Sul, ele ampliou sua distribuição geográfica.
A taxonomia e sistemática de subespécies do cervo-do-pantanal é muito pouco estudada.

## Distribuição geográfica e habitat
Inicialmente, o cervo-do-pantanal ocorria desde o sul do rio Amazonas até o norte da Argentina. Ocorria no sudoeste semiárido da Caatinga, no sul do Piauí, oeste da Bahia, e na bacia do rio São Francisco; a oeste das regiões montanhosas na Mata Atlântica do sudeste do Brasil (oeste dos estados de São Paulo e Paraná), no extremo sul do Rio Grande do Sul e extremo norte e oeste do Uruguai.
Já habitou extensas áreas do Brasil Central, Bolívia, Paraguai, Peru e Argentina, mas atualmente, as populações são relictuais e muito reduzidas. No Brasil é abundante no Pantanal, na Ilha do Bananal, no rio Araguaia e no rio Guaporé e em várzeas remanescentes do rio Paraná (entre os estados do Mato Grosso do Sul, São Paulo e Paraná). Populações isoladas ocorrem em Goiás, Minas Gerais, São Paulo, Paraná, Rio Grande do Sul e Bahia. A espécie é considerada extinta no Uruguai. Na Argentina, ainda ocorre na foz do rio Paraná, na província de Entre Rios, em Esteros del Iberá, e em algumas várzeas do nordeste deste país. Na Bolívia, é encontrado em savanas e várzeas da região nordeste, desde Otuquis e San Matías até os Llanos de Moxos, ocorrendo nas bacias dos rios Mamoré, Beni e Guaporé. No Paraguai, ocorre nas bacias dos rios Paraná e Paraguai.
É uma espécie extremamente dependente de plantas aquáticas, de forma que habita preferencialmente áreas inundáveis com até 60 centímetros de profundidade e com cobertura vegetal baixa. Entretanto, ele pode ser observado em ambientes com maior profundidade. Evita áreas permanentemente inundadas e o padrão de inundações é preponderante na distribuição dos indivíduos no habitat. Sendo assim, o habitat do cervo-do-pantanal é classificado como uma transição entre as áreas permanentemente inundadas e as áreas secas. Esses ambientes são caracterizados pela presença de gramíneas (principalmente do gênero Andropogon), ciperáceas e outras plantas aquáticas, como Thalia geniculata, Canna glauca e Ludwigia nervosa. Pode ser encontrado frequentemente nas "veredas", em meio aos buritis (Mauritia flexuosa), e é o principal habitat da espécie nos Cerrados brasileiros. É possível que ele se adapte a áreas alteradas pelo homem, desde que não seja caçado.

## Descrição

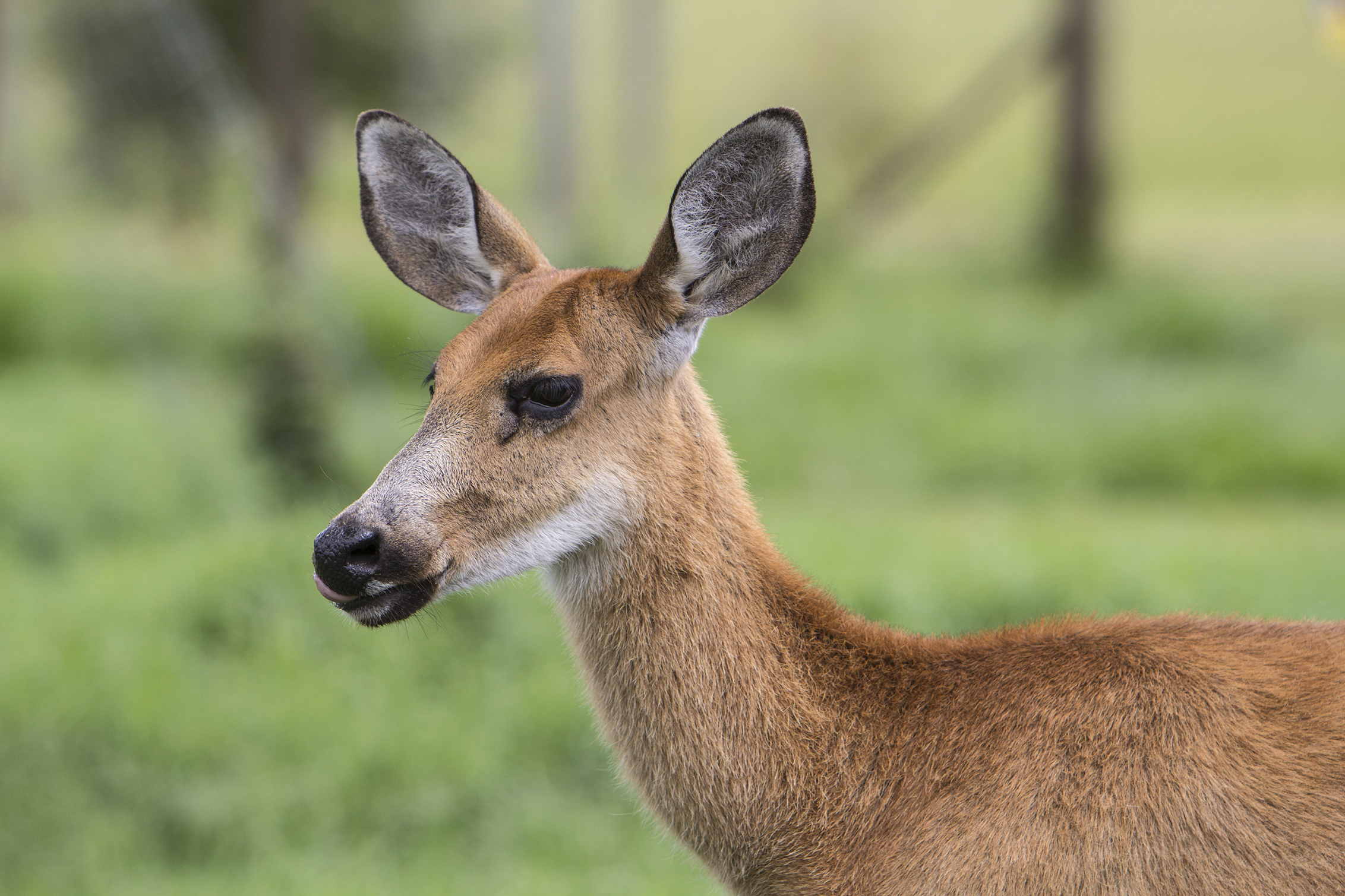
Fêmea do cervo-do-pantanal

É o maior cervídeo da América do Sul, pesando entre 80 e 125 quilos, com 153 a 191 centímetros de comprimento e de 110 a 127 centímetros na altura da cernelha. Os machos tendem a ser maiores que as fêmeas, sendo, em média, 6% mais altos e 13% mais pesados, além de possuírem o pescoço mais musculoso.

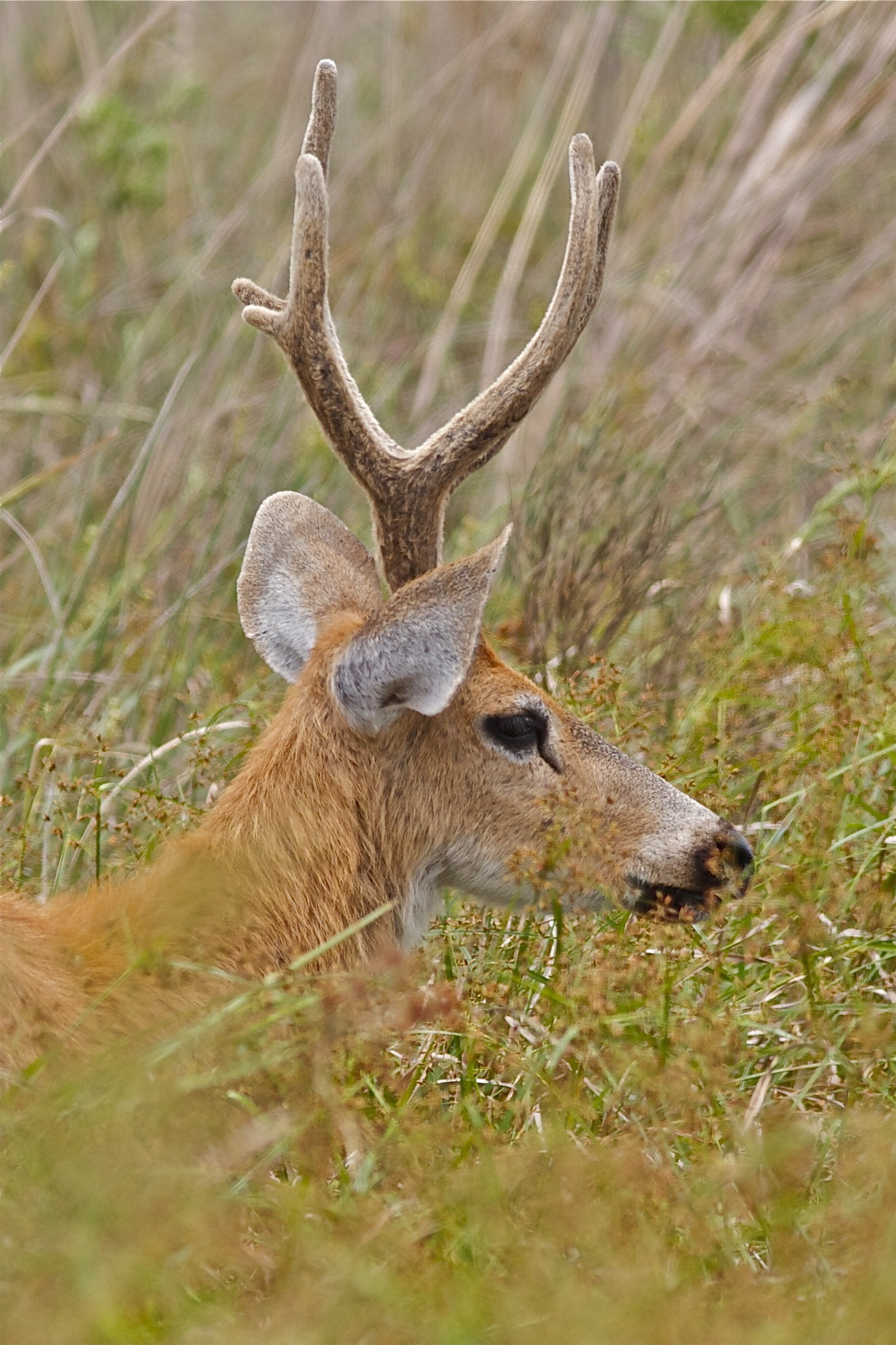
O macho do cervo-do-pantanal possui chifres

Somente os machos possuem chifres, que têm uma haste de até 60 centímetros de comprimento. Os chifres possuem quatro ramificações principais que não apontam para o interior da ramificação, o que permite diferenciar a espécie das do gênero Odocoileus. No total, os chifres do cervo-do-pantanal possuem entre 8 e 12 pontas. A haste principal apresenta uma dicotomia próxima à base, e cada ponta se ramifica novamente, o que é raro de se observar no veado-campeiro (Ozotoceros bezoarticus). Podem ser observados machos com chifres durante o ano todo que podem ser trocados a cada mês. Porém, isso geralmente ocorre no inverno e tem relação direta com o ciclo de inundações das várzeas em que habita o cervo-do-pantanal. As trocas são mais frequentes em indivíduos juvenis e idosos, e quando são dominantes em um dado território, elas diminuem, e as galhadas podem ficar retidas por até 32 meses. A pelagem é castanho-avermelhada, lanosa e brilhosa, tornando-se mais avermelhada durante o verão; possui pelos brancos em volta dos olhos, peitoral, pescoço, interior das pernas e nas orelhas. Os juvenis não possuem pelagem manchada e os membros dos adultos são pretos. Os dois dedos dos cascos possuem até 8 centímetros de comprimento e são ligados por uma membrana interdigital que permite que os dedos se abram até cerca de 10 centímetros entre si, condição única entre os cervídeos da América do Sul. Trata-se de uma adaptação ao deslocamento em ambientes pantanosos.
A fórmula dentária é {\displaystyle {\tfrac {0.0.3.3}{3.1.3.3}}\times 2=32} e a largura da coroa dos incisivos e dos caninos é a mesma. Os pré-molares são menos molariformes que os de Ozotoceros, assim como os molares possuem um sulco na cúspide mésio-lingual, diferente também do encontrado em Ozotoceros. O crânio, por sua vez, é muito semelhante ao deste gênero, e se diferencia por conta de seu tamanho maior e pelo formato das órbitas, que possuem disposição mais lateral e inferior. Isso torna a visão do cervo-do-pantanal mais completa quando em direção ao solo, provavelmente uma adaptação aos deslocamentos em área inundadas. Assim como outros cervídeos, possuem a glândula pré-orbital.
Como um ruminante, o cervo-do-pantanal possui os mesmo compartimentos estomacais encontrados em outros cervídeos: rúmen, barrete, omaso e abomaso. Apesar de compartilhar tal adaptação dos ruminantes, seu sistema digestório é menos eficiente em digerir a celulose. Além disso, o fígado da espécie, ao contrário do observado em ruminantes domésticos, não possui vesícula biliar.
O cervo-do-pantanal possui 66 cromossomos e o cariótipo é muito semelhante ao do veado-campeiro (Ozotoceros bezoarticus). O cromossomo X é metacêntrico e o Y é acrocêntrico. Os autossomos são acrocêntricos.

## Ecologia e comportamento

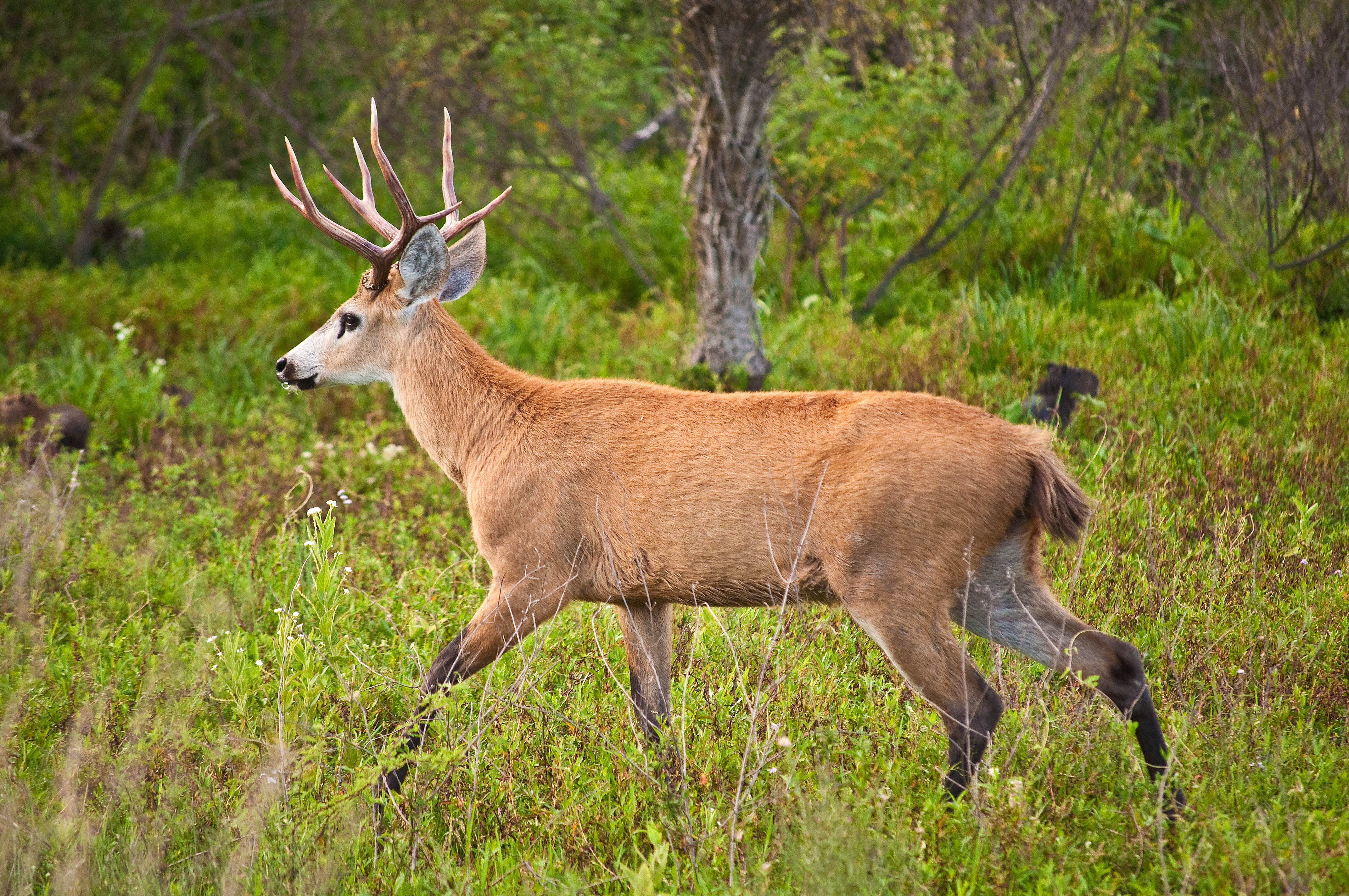
O cervo-do-pantanal é um animal majoritariamente solitário

O cervo-do-pantanal possui hábitos noturnos em regiões bastante modificadas pelo homem, como observado na bacia do rio Paraná, principalmente devido à pressão de caçadores. No Pantanal, em que a espécie é menos caçada, ela é diurna. É um bom nadador, e é capaz de atravessar grandes distâncias a nado, indo de uma margem à outra, mesmo em grandes rios represados, como o Paraná.
É considerado um animal solitário, apesar de eventualmente ser observado pequenos grupos familiares, compostos de um adulto e um ou mais jovens. Esses grupos são compostos geralmente por fêmeas adultas e sua prole, e são mais frequentemente observado durante a estação chuvosa e podem ter até seis indivíduos. Apesar de majoritariamente solitário, o cervo-do-pantanal apresenta um complexo repertório comportamental, como observado em estudos com animais em cativeiro. Aparentemente, são territoriais, e evidências genéticas corroboram a hipótese de um sistema de acasalamento poligínico nos cervos-do-pantanal. Isso também fica evidenciado pelo registro de comportamento agonístico entre machos adultos. Apesar disso, nunca foi observado a formação de harens. Os territórios dos machos possuem até 12,3 quilômetros quadrados de área, sendo significativamente maiores que os das fêmeas, que possuem no máximo, 5 quilômetros quadrados. A área de vida dentro do território não é fixa, e ela tende a mudar de acordo com as inundações de seu habitat.
Seus principais predadores são a onça-parda (Puma concolor) e a onça-pintada (Panthera onca), apesar de o cervo-do-pantanal não ser a espécie mais visada por esses grandes felinos. Além destes, a sucuri (Eunectes murinus), o lobo-guará (Chrysocyon brachiurus) e jacarés podem predar principalmente os filhotes.
A espécie é parasitada por carrapatos, principalmente do gênero Amblyomma, sendo Amblyomma triste a espécie mais comumente encontrada. A presença de animais domésticos aumenta significativamente a infestação por carrapatos, inclusive de espécies transmissoras de doenças, como o carrapato-estrela (Amblyomma cajennense) e o carrapato-de-boi (Boophilus microplus). O cervo-do-pantanal parece ser um reservatório natural de agentes patogênicos da erliquiose monocítica humana (causada por Ehrlichia chaffeensis) e da anaplasmose (que afeta ruminantes e é causada por Anaplasma marginale).

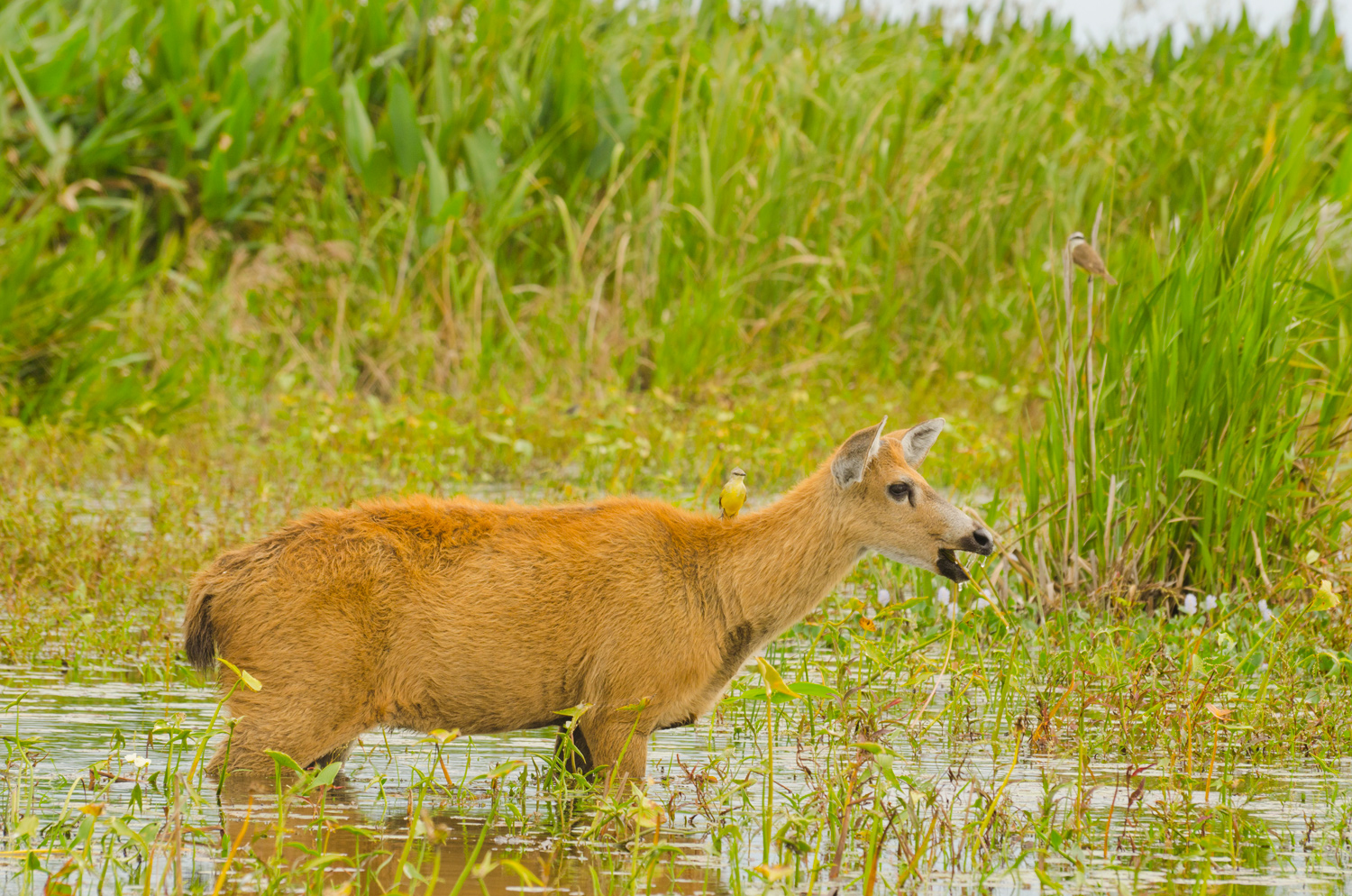
Fêmea se alimentando de gramíneas

O cervo-do-pantanal não é considerado um "pastador" e nem um "podador" típicos, tendo um hábito alimentar e de forrageio intermediário entre essas duas estratégias de obtenção de alimento. Muitas vezes, essa espécie de cervídeo opta pela ingestão de alimentos mais fáceis de digerir, ao contrário do observado em "pastadores" típicos, e possui hábitos oportunistas se comparado aos "podadores" típicos. Ademais, comparado com outros ruminantes, sua dieta tem alto valor nutritivo e melhor digestibilidade. Isso tem relação direta com o fato do cervo-do-pantanal consumir preferencialmente folhas largas e brotos tenros de Discolobium, Aeschynomene e outras plantas aquáticas. Mesmo as gramíneas consumidas são relativamente fáceis de digerir, como Hemarthria altissima.

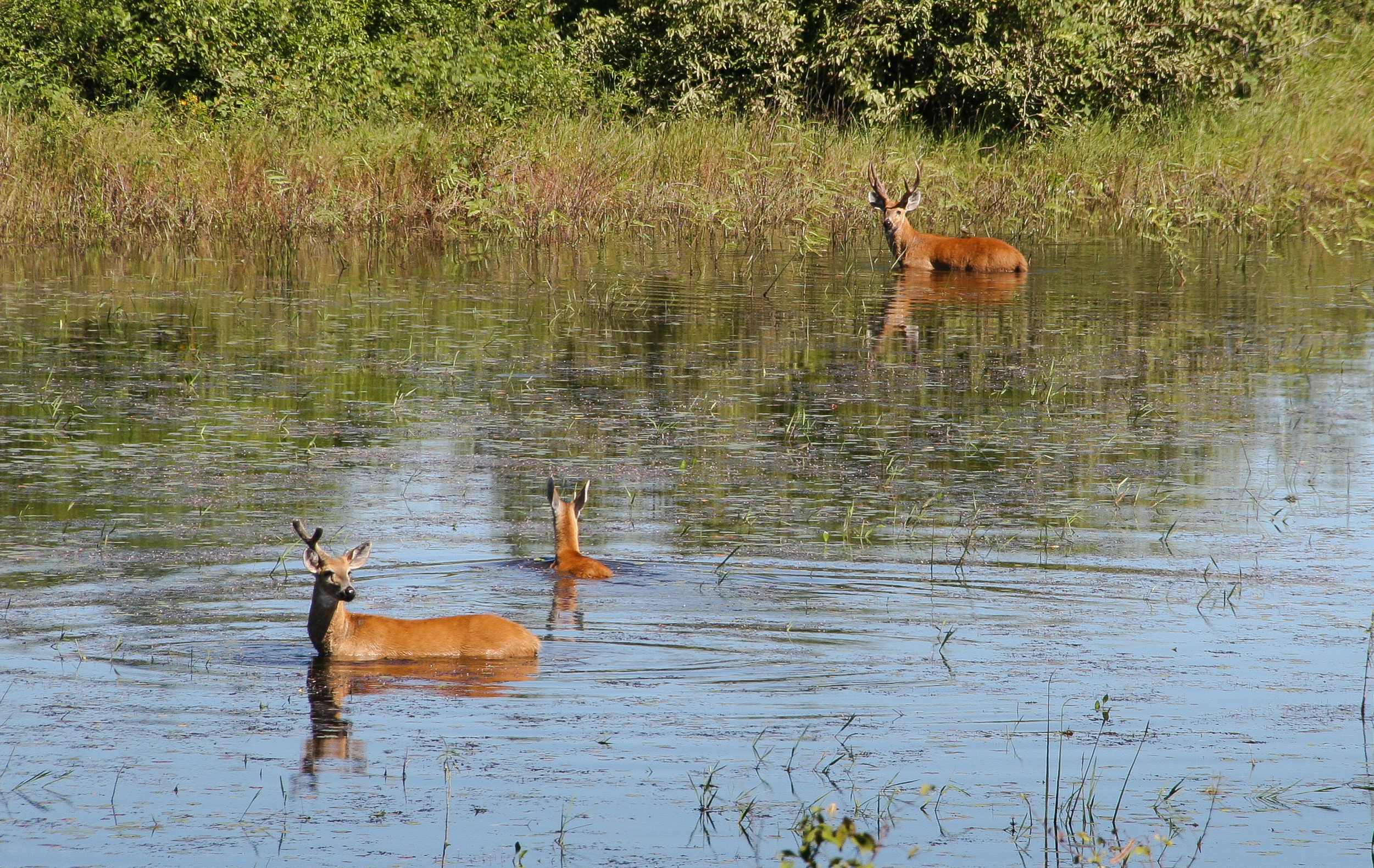
O cervo-do-pantanal habita áreas alagadas durante a estação chuvosa

As observações do cervo-do-pantanal sempre foram em regiões que são alagadas durante a estação chuvosa (principalmente onde existe a gramínea Andropogon) e sua dieta constitui-se de pelo menos 35 espécies vegetais, principalmente, plantas aquáticas. No Pantanal, constatou-se que esse cervídeo se alimenta principalmente de gramíneas, leguminosas e plantas da família Pontederiaceae e Alismataceae. Algumas espécies e gêneros de plantas encontrados no Pantanal também são consumidas em outras regiões, como em Esteros del Iberá, na Argentina. Nestas duas localidades, a espécie mais consumida foi uma planta aquática, Nymphaea amazonun. Por conta das mudanças de área de vida em função das inundações de seu habitat, existe uma relativa mudança nas espécies de plantas consumidas quando se compara a estação seca e a chuvosa: Andropogon hypogynus é mais consumida durante a estação chuvosa, enquanto que Hemarthria altissima é mais consumida durante a estação seca.
Pouco se sabe a cerca da reprodução do cervo-do-pantanal em liberdade. Alguns autores sugerem que o período de nascimentos se estende de outubro a novembro, mas outros afirmam que é de maio a setembro. Também é sugerido que não existe sazonalidade nos nascimentos, e eles ocorreriam durante o ano todo. Também não se sabe quando o cervo-do-pantanal alcança a maturidade sexual.
Um estudo em cativeiro mostra que as fêmeas não apresentam sazonalidade reprodutiva, possuindo vários estros ao londo do ano, assim como um estro pós-parto. O ciclo estral dura entre 21 e 24 dias, e a gestação, entre 251 e 271 dias. No período fértil, a fêmea permite a chegada do macho, além de apresentar hiperemia vulvar e secreção mucoide abundante. As fêmeas dão à luz um filhote por vez, que ao contrário dos outros cervídeos, não possuem pintas brancas na pelagem, sendo semelhante ao do adulto. O recém-nascido pesa entre 4 e 5 quilos. Com cerca de 5 dias de idade, o filhote já é capaz de seguir a mãe. Nunca foi observado o nascimento de gêmeos no cervo-do-pantanal.

## Conservação

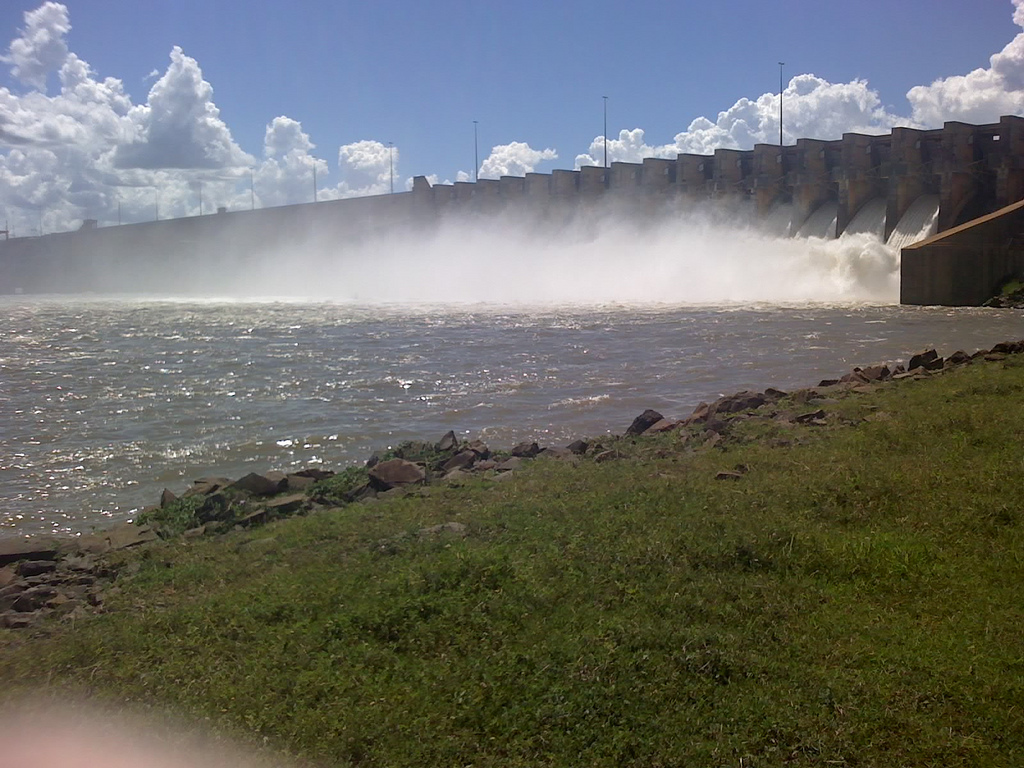
A construção de barragens é a principal causa da extinção do cervo-do-pantanal. Na foto, a Usina Hidrelétrica de Ilha Solteira, no estado de São Paulo

A espécie é listada como "vulnerável" pela lista da União Internacional para a Conservação da Natureza e dos Recursos Naturais e do Instituto Chico Mendes de Conservação da Biodiversidade e Ministério do Meio Ambiente, entretanto, o grau de ameaça varia ao longo de sua distribuição geográfica. Na Bolívia, a espécie também é considerada "vulnerável", e na Argentina, como "em perigo". No Uruguai, a espécie é considerada extinta, já que o último registro oficial data de 1959, em Bañados Los Indios Arredondo. Entretanto, uma fêmea foi capturada em Villa Soriano, em 1991. Também consta no apêndice I da Convenção sobre o Comércio Internacional das Espécies da Fauna e da Flora Silvestres Ameaçadas de Extinção, sendo proibido qualquer tipo de comércio internacional dessa espécie.
No Brasil, sua área de distribuição foi reduzida em grande parte de sua ocorrência, e em muitas localidades, como nos estados do Paraná, Rio Grande do Sul, São Paulo, Goiás, Bahia e Minas Gerais, as populações são relictuais, com alta probabilidade de extinção a curto prazo. No Paraguai, a principal população se encontra em Yacyretá, mas a densidade é baixa, e grande parte da população foi afetada pela construção de uma barragem. No Peru, ocorre apenas em Pampas del Heath, também em baixa densidade. O cervo-do-pantanal só é abundante ainda no Pantanal, no Mato Grosso e Mato Grosso do Sul (população estimada em 44 000 indivíduos); na ilha do Bananal, no rio Araguaia; no rio Guaporé, em Rondônia (população estimada em 3 000 indivíduos); nas várzeas remanescentes do rio Paraná, entre os estados do Mato Grosso do Sul, São Paulo e Paraná (população estimada em 1 078); e em três regiões da Argentina, como em Esteros del Iberá (população estimada em 2 000 indivíduos).
As populações do cervo-do-pantanal se reduziram drasticamente a partir do século XX, como fica exemplificado pelo que ocorreu no estado de São Paulo: no início desse século, a espécie ocorria por todo estado, com exceção da região leste. Atualmente, a sua situação é crítica e está restrita a duas populações nativas (Parque Estadual Aguapeí e Parque Estadual do rio do Peixe, com cerca de 200 exemplares somadas) e uma reintroduzida (Estação Ecológica Jataí, com cerca de 20 exemplares). Até meados da década de 1990, existia uma pequena população às margens do rio Tietê, que foi extinta após a construção da Usina Hidrelétrica de Três Irmãos. O represamento de rios por conta da construção de usinas hidrelétricas, as doenças advindas de animais domésticos e a caça são as principais ameaças. Como observado na construção da Usina Hidrelétrica Engenheiro Sérgio Motta, além da fragmentação de uma população de cerca de 1 000 animais no estado de São Paulo, a mortalidade aumentou significativamente Certamente, esse tipo de empreendimento é a principal causa na extinção dessa espécie de cervídeo no sudeste e sul do Brasil. A drenagem das várzeas também descaracteriza o habitat do cervo-do-pantanal e é causa de mortalidade. Associada a essa alteração do habitat, as doenças advindas dos animais domésticos, como a febre aftosa; orbiviroses como a língua azul e a doença epizoótica hemorrágica (principalmente em cativeiro); a babesiose; a leptospirose e neosporose são as mais importantes na mortalidade do cervo-do-pantanal, apesar de não se saber o real impacto desse fator. Nota-se que desde a década de 1940, já se observava a mortalidade de cervos-do-pantanal por conta da febre aftosa.
A espécie foi ostensivamente caçada, até sua proibição em 1967, seja para uso do couro, para servir de troféu de caça ou pela carne. Foi registrado que cerca de 19% da população de cervos da bacia do rio Paraná foi perdida por conta da caça para abastecer o comércio de carne de caça, que ainda existia até 1994, em Presidente Epitácio. A caça pode ser a principal causa da extinção em populações pequenas e isoladas: as projeções para a viabilidade do cervo-do-pantanal no rio Aguapeí, em São Paulo, considera que uma pressão de caça constante extingue a espécie na região em cerca de 7 anos. Interessante notar que o estresse da fuga em si é capaz de matar o cervo-do-pantanal, assim como outros cervídeos, devido à miopatia de captura. Sendo assim, ao fugir dos caçadores, incêndios e enchentes, o cervo-do-pantanal pode morrer, mesmo que não seja diretamente atingido por tais ameaças.

### Unidades de conservação

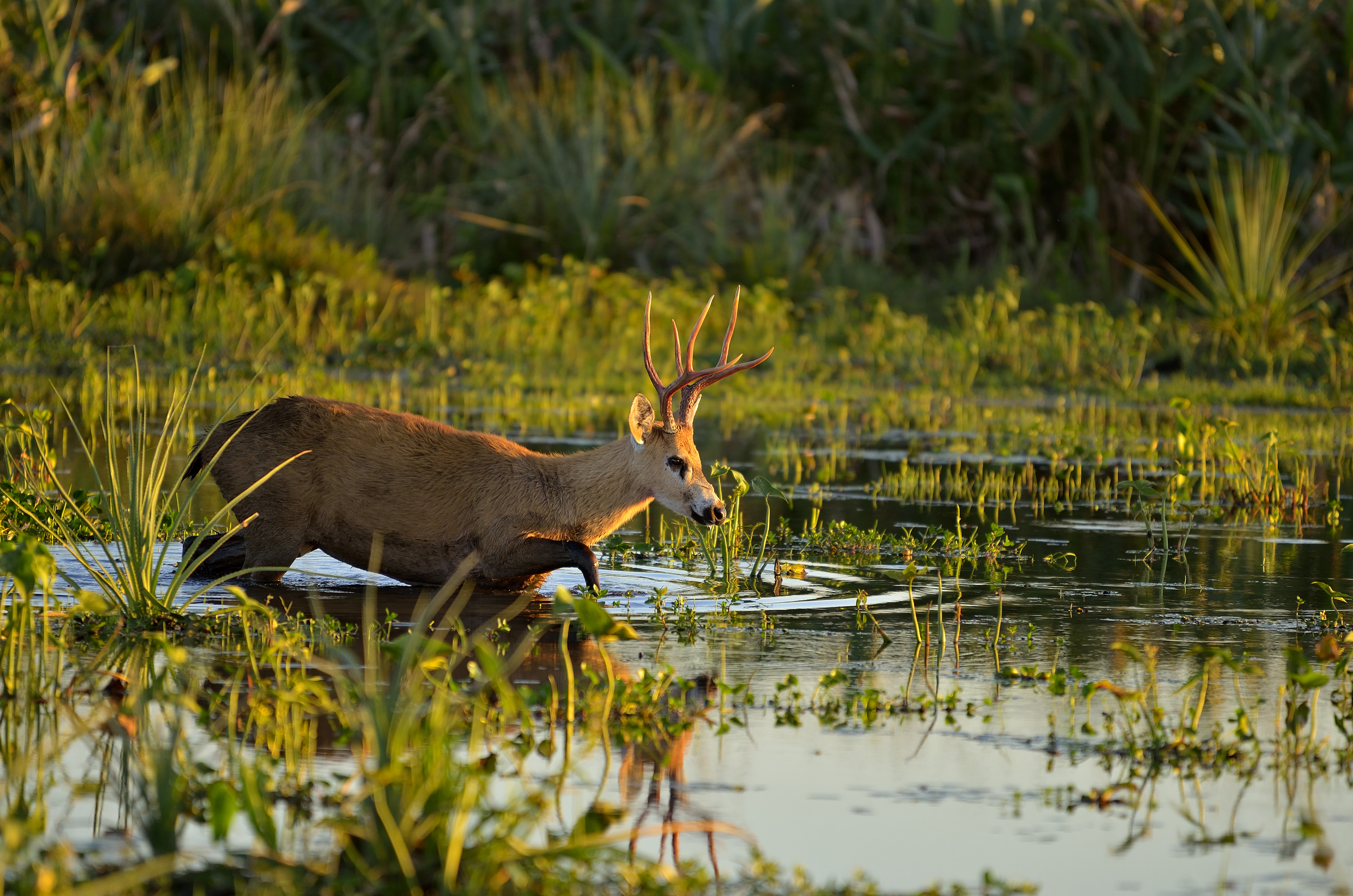
Na Argentina, ainda é encontrado na Reserva Natural de Iberá

Apesar da significante perda de habitat, estima-se que o cervo-do-pantanal ainda ocorra em mais de 20 000 quilômetros quadrados. Nesta área, o cervo-do-pantanal pode ser encontrado em algumas grandes unidades de conservação, o que dá boas perspectivas na sobrevivência a longo prazo. No Brasil, a espécie ocorre nos parques nacionais do Pantanal Matogrossense, do Araguaia, das Emas, de Ilha Grande e Grande Sertão Veredas. O Parque Nacional de Ilha Grande, junto com o Parque Estadual das Várzeas do Rio Ivinhema, forma um grande complexo de várzeas do rio Paraná, protegendo uma das maiores populações da espécie no Brasil. No Pantanal, nos últimos 10 anos, aumentou-se o número de áreas protegidas, possibilitando ainda mais a conservação da espécie neste bioma: além da já estabelecida Estação Ecológica de Taiamã e do Parque Nacional do Pantanal Matogrossense, foram criados os parques estaduais do Pantanal do Rio Negro, de Encontro das Águas e de Guirá. Adicionadas a essas áreas administradas pelo governo, existem muitas reservas particulares. Fora do bioma pantaneiro, a situação tende a ser crítica, pois as áreas são menores e estão isoladas entre si, como é o caso dos parques estaduais do Aguapeí e do Rio do Peixe, em São Paulo.
Na Argentina, esse cervídeo é protegido principalmente pela Reserva Natural de Iberá, no Parque Nacional Mburucuyá e na Reserva Natural Otamendi. Na Bolívia, ainda ocorre na Reserva Natural de Beni e no Parque Nacional Isiboro Securé. No Paraguai e Peru não existe unidades de conservação que protejam o cervo-do-pantanal, assim como em grande parte de suas populações relictuais na Argentina.

### Cativeiro e reintrodução do cervo-do-pantanal
A população em cativeiro é pequena, e não existe ações específicas para o cervo-do-pantanal ex situ. No Brasil, a população cativa está em torno de 100 animais, distribuídos em 18 instituições. É preponderante um programa de conservação em cativeiro, a fim de tornar viável a reintrodução da espécie em locais que foi extinta. A Companhia Energética de São Paulo, por conta da construção da Usina Hidrelétrica de Três Irmãos que inundou uma das maiores áreas de distribuição do cervo no estado de São Paulo, criou o Centro de Conservação do Cervo-do-Pantanal, em Promissão, área com cerca de 764 hectares e que conta com 40 indivíduos resgatados.
Foram feitos duas tentativas de reintrodução do cervo-do-pantanal no estado de São Paulo, a partir de animais translocados por conta da inundação provocada pela construção da Usina Hidrelétrica Engenheiro Sérgio Motta, em 1998: uma na Fazenda Continental, em Colômbia e outra na Estação Ecológica Jataí, às margens do rio Mojiguaçu. Entretanto, as primeiras tentativas foram fracassadas, e todas os animais morreram. Depois de algumas tentativas, obteve-se sucesso no estabelecimento de uma população na Estação Ecológica Jataí, sendo o primeiro projeto bem sucedido de reintrodução da espécie.

## Aspectos culturais
Como outras espécies de cervídeos, o cervo-do-pantanal é uma espécie muito visada pelo homem como caça. Seu couro já foi amplamente utilizado para vestimenta de montaria em cavalos, e muitas vezes é caçado por conta da beleza de sua galhada, como troféu.
Em tupi, o cervo-do-pantanal é referido como o "veado-verdadeiro" (suaçuetê), apesar de tal nome também se referir ao veado-campeiro (Ozotoceros bezoarticus) e ao cariacu (Odocoileus virginianus). O grande porte também chama a atenção, visto alguns nomes indígenas relacionados: guaçupuçu e suaçupuçu significariam "veado-comprido". Geralmente, os povos de origem europeia possuem nomes que relacionam a espécie ao seu modo de vida em áreas alagadas: ciervo de los pantanos em espanhol ou marsh deer em inglês.
Atualmente, o cervo-do-pantanal tem sido considerado uma "espécie bandeira" na conservação do ecossistema das várzeas.

## Leitura complementar
- Duarte, J. M. B.; González, S., ed. (2010). Neotropical Cervidology: Biology and Medicine of Latin American Deer. Jaboticabal, Brasil: FUNEP. 393 páginas. ISBN 978-85-7805-046-7
- Wilson, D.E.; Mittermeier, R.A., ed. (2011). Handbook of the Mammals of the World - Volume 2:Hoofed Mammals. Barcelona: Lynx Edicions. 886 páginas. ISBN 978-84-96553-77-4
- Duarte, J. M. B.; Reis, M. L., ed. (2012). Plano de Ação Nacional para a Conservação dos Cervídeos Ameaçados de Extinção (PDF). Brasília: Instituto Chico Mendes de Conservação da Biodiversidade (ICMbio). 128 páginas